# Annona

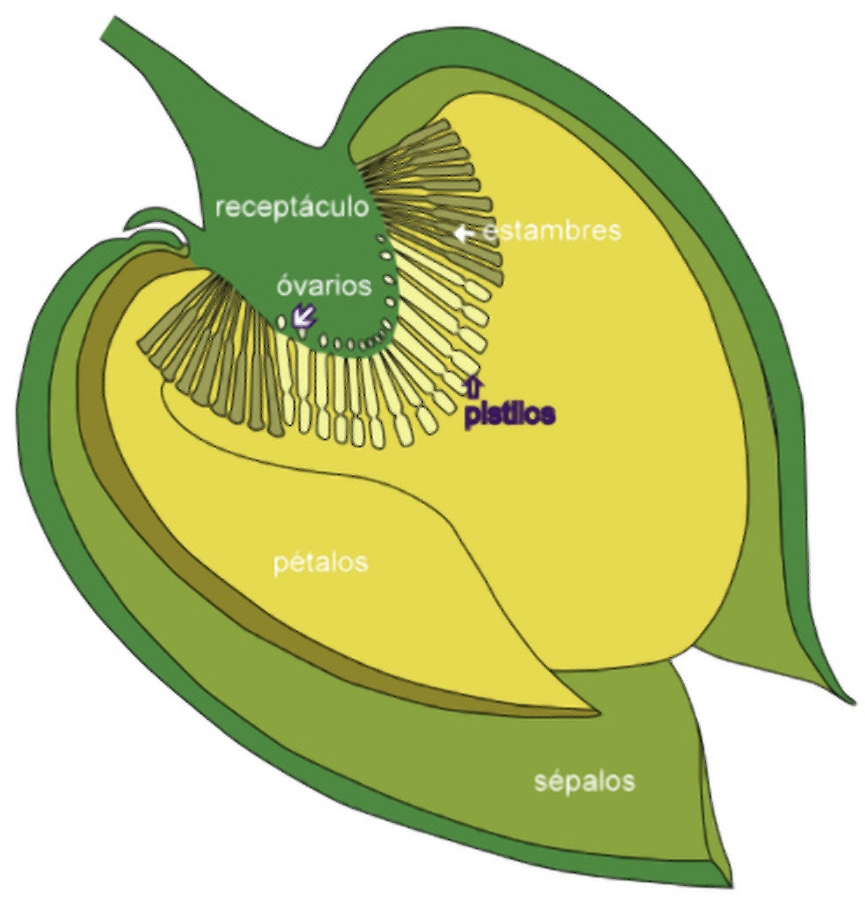
Sección longitudinal de una flor de Annona, con componentes morfológicos.

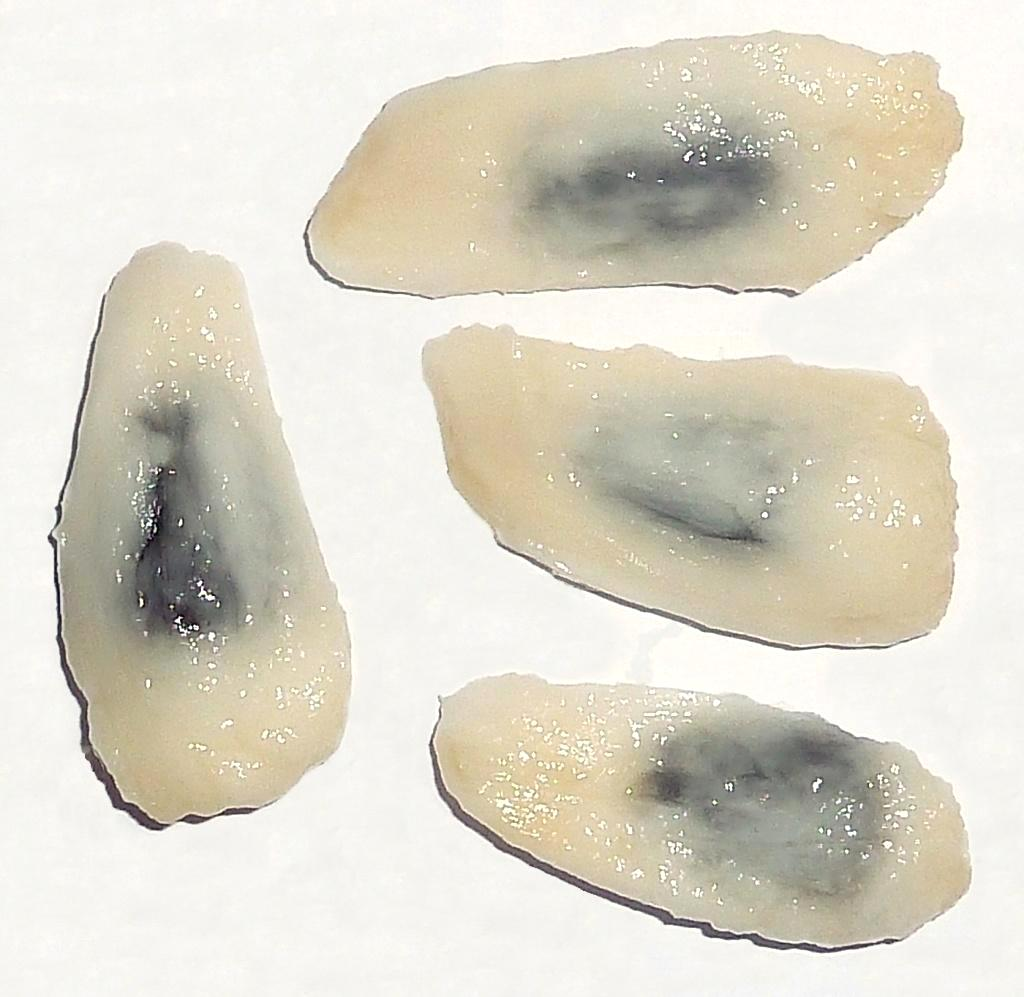
Eterios del fruto sincárpico de Annona cherimola: cada uno deriva de un solo carpelo y unos 100-200 forman el conjunto frutal, la Chirimoya. La pulpa blanquecina que rodea a las semillas es la parte dulce y comestible de la fruta.

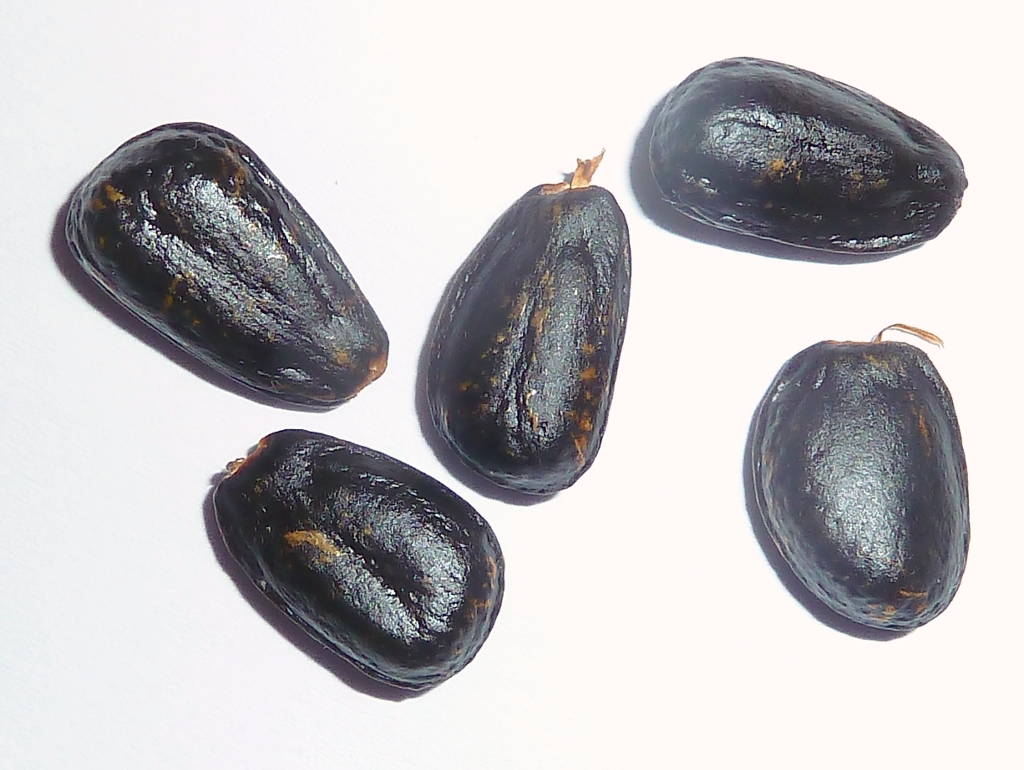
Un ejemplo de semillas (Annona cherimola, la chirimoya).

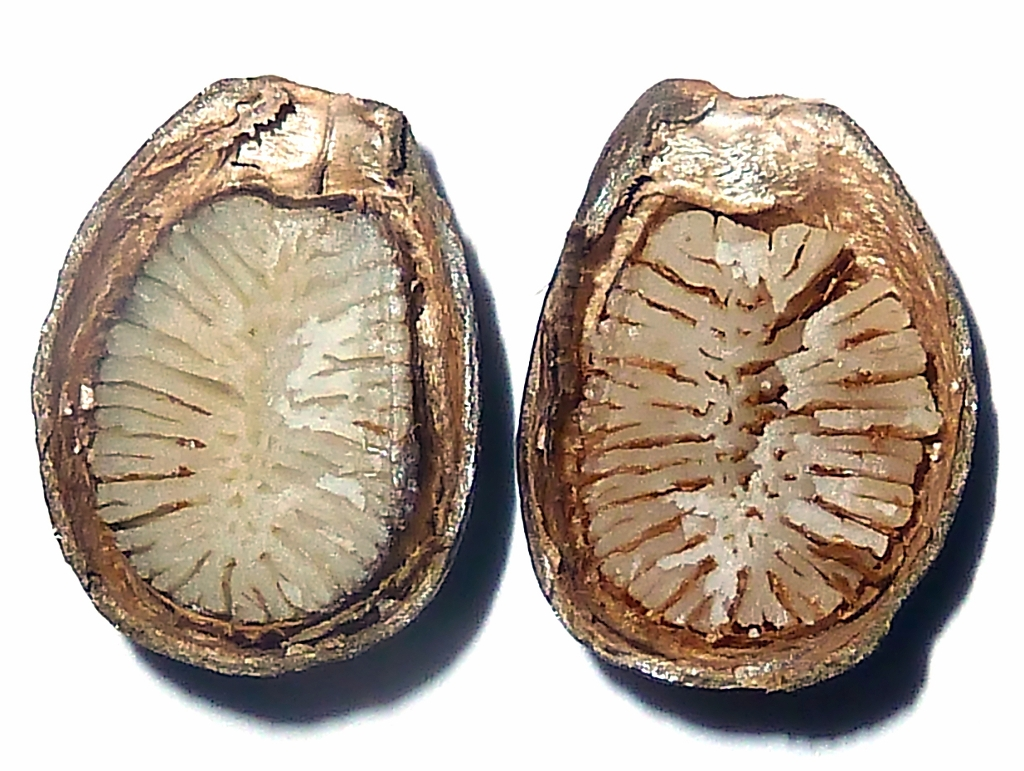
Annona cherimola (chirimoya) - Ejemplo de la estructura interna de una semilla: corte ecuatorial evidenciando el endocarpo coriáceo y el tegumento penetrando las fisuras (ruminaciones laminiformes) del endosperma. También se ven claramente el micrópilo y su hilo.

Annona es, después de Guatteria, el segundo género con más especies de la familia Annonaceae. Contiene unas 170 especies aceptadas, de las más de 360 descritas, la mayoría árboles y arbustos Neotropicales y Afrotropicales. Estudios paleoetnobotánicos estiman la fecha de explotación y cultivo de Annona en la región del río Yautepec de México en aproximadamente 1000 a. C.

## Descripción
Son árboles o arbustos perennes o semiperennes. Los troncos poseen una fina corteza escamosa con depresiones o fisuras fusionadas anchas y poco profundas. Los esbeltos brotes son duros y cilíndricos con desnudos capullos de poros abiertos.
Hojas en forma de pala que pueden ser coriáceas o finas y bastante suaves y flexibles, con vellosidad o sin ella.
Los tallos florales surgen de las axilas, ocasionalmente de yemas axilares sobre los tallos principales o tallos más viejos, como flores solitarias o en pequeños racimos. Normalmente tienen de 3 a 4 sépalos caedizos, más pequeños que los pétalos exteriores y sin superponerse mientras permanecen en forma de capullo. De 6 a 8 pétalos carnosos en dos espirales -los pétalos de la espiral exterior son más grandes y no imbricados; los interiores son ascendentes, notoriamente más pequeños y con glándulas nectarias de pigmento más oscuro. Los numerosos estambres tienen forma de bola, alargados en el extremo o curvados y encapuchados o afilados fuera del saco anteriano. Numerosos pistilos adheridos directamente a la base, con diferentes grados de unión parcial y con estigma distinguible. Uno o dos óvulos por pistilo; estilo y estigma en forma de garrote o cono cerrado.
El fruto en número de 1 por flor, entre oval o esférico. El fruto es un sincarpo de bayas que consiste en muchos pequeños frutos individuales o eterios; un eterio y una semilla por pistilo. Las semillas tienen forma de judía con un endocarpo coriáceo y un endosperma ruminado (ruminaciones laminiformes) íntimamente penetrado por el tegumento.
La polinización de este género es llevada a cabo básicamente por los escarabajos de la subfamilia Dynastinae. Las especies de Annona más morfológicamente derivadas, así como las especies de Rollinia, poseen reducidas cámaras florales, por lo que atraen a pequeños escarabajos como Nitidulidae o Staphylinidae.

## Usos y cultivo
Actualmente, se cultivan siete especies de Annona más un híbrido para uso doméstico o comercial, principalmente por sus frutos nutritivos. Muchas de las especies se utilizan en la medicina tradicional para el tratamiento de diversas enfermedades. En varias de las especies se han encontrado policétidos, una clase de compuestos naturales con una amplia variedad de actividades biológicas y propiedades farmacológicas tales como la bullatacina, la annonacina y las annoninas.

## Taxonomía
El género fue descrito por Carlos Linneo y publicado en Species Plantarum 1: 536. 1753. La especie tipo es: Annona muricata L.
Etimología
Annona: nombre genérico que deriva del Taíno Annon.

## Especies seleccionadas
- Annona cherimola
- Annona contrerasii
- Annona diversifolia
- Annona edulis
- Annona muricata
- Annona reticulata
- Annona squamosa